# مدمرة سهند
سهند هي مدمرة حربية لا يرصدها الرادار إيرانية الصنع من فئة (مدمرات جماران البحرية المنتجة محلياً) قادرة على حمل المروحيات، وتُعَد الثالثة من هذا الجيل بعد جماران ودماوند. تعرضت المدمرة سهند لحادث تسبب بإغراقها "جزئيا" في عام 2024.

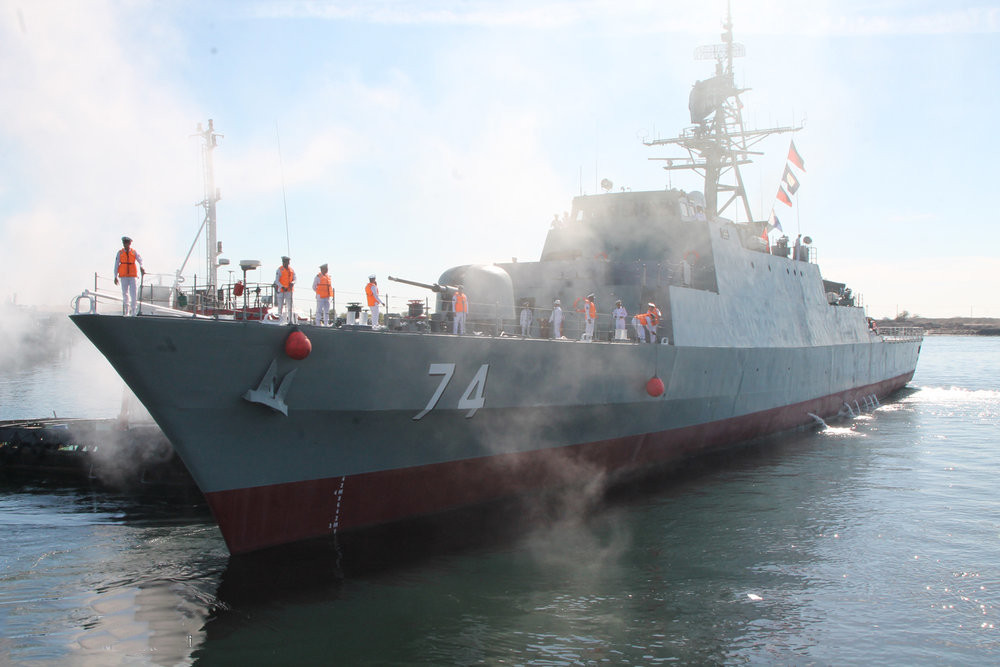
إلحاق مدمرة سهند بالبحرية الإيرانية

## سبب التسمية
سميت المدمرة سهند تيمنا بجبل سهند الذي يقع شمال غرب جمهورية إيران ويصل ارتفاع قمته إلى 3707 متر، ويحوي الجبل على 17 قمة، أكثر القمم ارتفاعاً هي قمة جام داغي، وهو عبارة عن بركان خامد. وتذكر بعض المصادر أن التسمية جائت تخليدًا لذكرى الفرقاطة سهند التي أغرقتها أمريكا في 1988.

## صنع المدمرة
ان مدمرة سهند الشبح هي حصيلة 6 أعوام من الجهود الدؤوبة والمضنية التي بذلها المهندسون والصناعيون في القوة البحرية الإستراتيجية ليل نهار. ويأتي إدخال هذه المدمرة في الخدمة على خلفية زيادة التوتر في منطقة الخليج العربي الناجم عن الخلافات القائمة بين الولايات المتحدة الأمريكية وجمهورية إيران.

## المواصفات
تعمل  المدمرة سهند بأربع محركات ما يزيد من قوة مناورتها وسرعتها، وقد تم تزويدها بمنظومة لإطلاق صواريخ «بحر- بحر» وصواريخ «بحر- جو»، ومنظومة دفاعية ومنظومة ضد الغواصات. ويبلغ طول مدمرة سهند 94 متر وعرضها 11 متر. كما ان أعلى نقطة فيها ترتفع 16 متر. اما الوزن الإجمالي لهذه المدمرة المتطورة فيبلغ حوالي 1400 طن وسرعتها 34 عقدة بحرية، وقد يصل عدد طاقمها إلى نحو 100 شخص. وقد تم الكشف عنها رسمياً يوم السبت (الأول من ديسمبر/ كانون الأول 2018م) في مياه بندر عباس جنوب جمهورية إيران.

## تسليح المدمرة
تتمتع  المدمرة سهند بمهبط لطائرات الهليكوبتر ومجهزة بمنصات لإطلاق قذائف الطوربيد، ومدافع مضادة للطائرات والسفن ومضادة لكل ما يطفو على سطح المياه، كما زود المصممون مدمرة سهند البحرية بمنظومة لإطلاق صواريخ «بحر- بحر» وصواريخ «بحر- جو»، ومنظومة دفاعية ومنظومة ضد الغواصات أي أنها مزودة بقواعد إطلاق صواريخ بحرية، وتم رفع مدى صواريخها إضافةً إلى تجهيزها بمنظومات إلكترونية ذات الصلة. وتتمتع هذه المدمرة بـ4 محركات تساعدها على المراوغة في العمليات الميدانية.